# Färgelanda (comuna)
Färgelanda (em sueco: Färgelandas kommun) é uma comuna da Suécia localizada no condado da Gotalândia Ocidental. Sua capital é a cidade de Färgelanda. Possui 589 quilômetros quadrados e segundo censo de 2018, havia 6 602.